# A cegues
A cegues és una pel·lícula brasilera-canadenca de 2008, una adaptació de la novel·la de 1995 del mateix nom per l'autor portuguès José Saramago sobre una societat que pateix una epidèmia de ceguesa. La pel·lícula va ser escrita per Don McKellar i dirigida per Fernando Meirelles amb Julianne Moore i Mark Ruffalo com a personatges principals. Saramago originalment es va negar a vendre els drets per a una adaptació cinematogràfica, però els productors van poder adquirir-la amb la condició que la pel·lícula s'establís en una ciutat sense nom i irreconeixible. Es va estrenar com a pel·lícula al Festival de Canes el 14 de maig de 2008 i la pel·lícula es va estrenar als Estats Units el 3 d'octubre de 2008.

## Argument
La civilització humana es troba, de sobte, amenaçada per un esclat de ceguesa que afecta les persones. A mesura que la gent segueix la seva vida quotidiana en una ciutat no identificada, comencen, d'una en una, a perdre la vista. No es troba cap causa de l'epidèmia. Es produeix un pànic i les quarantines governamentals comencen amb pocs recursos. El grup principal inclou un oftalmòleg i la seva dona (Mark Ruffalo i Julianne Moore); una prostituta (Alice Braga); un lladre (Don McKellar); un misteriós vell (Danny Glover); un nen (Mitchell Nye); i una parella japonesa (Yusuke Iseya i Yoshino Kimura). Els seus rivals, encapçalats en un altre barri, són conduïts per un cambrer (Gael García Bernal), que es converteix en un monarca cruel i capritxós, ajudat per un tinent (Maury Chaykin) qui té "l'avantatge" d'haver estat cec tota la seva vida. Mentrestant, l'esposa de l'oftalmòleg continua mantenint la seva visió (i es manté al costat del seu marit), la qual cosa li confereix al seu "clan" una mica d'avantatge en la lluita pel domini i la supervivència que ocupa la llarga secció de la pel·lícula.